# Jean-Étienne Montucla
Jean-Étienne Montucla, né le 5 septembre 1725 à Lyon et mort le 18 décembre 1799 à Versailles, est un mathématicien français, auteur d’une Histoire des mathématiques en 1758.

## Biographie
Fils de négociant lyonnais, il fait ses premières études chez les jésuites. Il suit ensuite des cours de droit à Toulouse puis se rend à Paris pour perfectionner son éducation, où il rencontre D’Alembert, Diderot et Lalande ainsi que d'autres savants et artistes qui l’admettent dans leur société. Il concourt à la rédaction de la Gazette de France, journal presque uniquement consacré alors à la littérature et aux sciences, et est correcteur d’ouvrages scientifiques.
En 1748, il est élu membre de l'académie des Beaux-Arts de Lyon puis, résident à Paris, il donne sa démission en 1755 en soutien au mathématicien d'Alembert dans sa confrontation avec le père jésuite Tolomas à la suite de l'article « Collège »  paru dans l'Encyclopédie. Il s'intéresse à l’Histoire des mathématiques et publie anonymement Histoire des recherches sur la quadrature du cercle, Paris, 1754, in-12, fig. Quatre ans plus tard en 1758, il publie Histoire des mathématiques, Paris, 1758, 2 vol. in-4°, 1799-1802, 4 vol. in-4°, qui se veut l’état des connaissances de l’époque sur cette science, et l’un des ouvrages les plus remarquables du XVIIIe siècle par l’étendue et la profondeur des recherches, la clarté et la précision avec laquelle y sont traitées les matières les plus abstraites.
La même année, il est nommé secrétaire de l’intendance à Grenoble et en 1764, accompagne, comme premier secrétaire et comme astronome du roi, Turgot, chargé d’établir une colonie à Cayenne. De retour en France en 1766, il rapporte de ce voyage des observations qui ont malheureusement été perdues, des plantes curieuses pour les serres de Versailles, et le haricot sucré. Sur proposition de Cochin, il est nommé premier commis des bâtiments et censeur royal pour la rédaction des ouvrages de mathématiques. Il participe à l'édition augmentée de 1778 des Récréations mathématiques et physiques de Jacques Ozanam, qui contiennent des problèmes de mathématique et physique. Il est appelé par le marquis de Marigny, directeur général des bâtiments, à l’emploi de premier commis, qu’il exerce jusqu’en 1789. En 1795, il est chargé de l’analyse des Traités déposés aux archives des Affaires étrangères.
Partisan de la monarchie, la Révolution française, en le privant de ses traitements, le laisse sans fortune. On lui accorde toutefois une pension de 100 louis, dont il ne jouit que quatre mois, et un bureau de loterie qui, pendant deux ans, fut la seule ressource de sa famille. En 1794 il reçoit néanmoins une prime du Comité de salut public après avoir été compris, à son insu, dans une liste de savants, à qui le gouvernement accorde des secours.
Possédé dans sa jeunesse, comme il le disait lui-même, de la « polyglottomanie », il avait appris sans maître, l’italien, l’allemand, l’anglais et le hollandais. Il était en outre versé dans les langues anciennes, et joignait à une instruction solide et variée, une mémoire brillante et une élocution vive et animée.

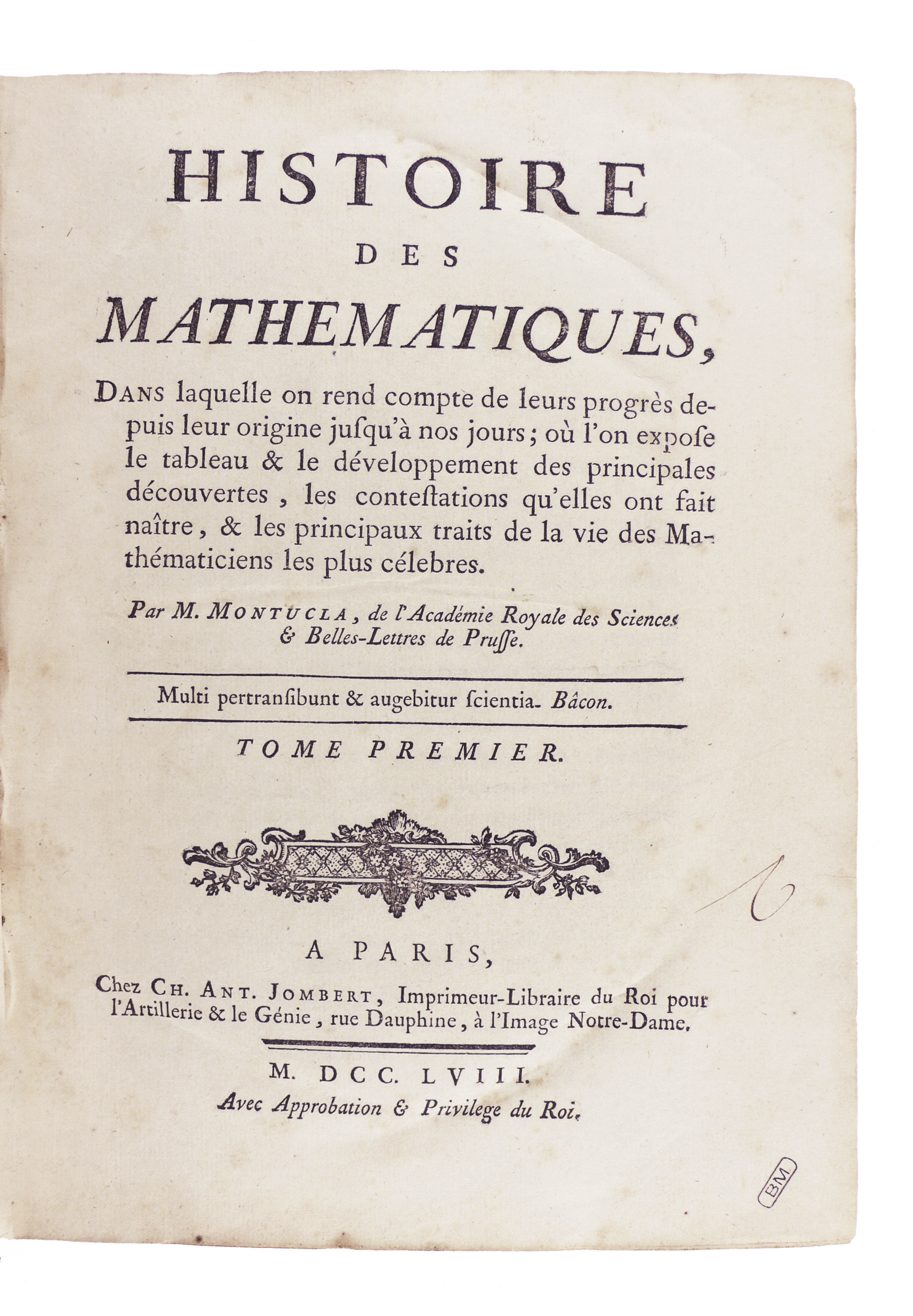
Histoire des mathématiques (1758).

En 1795, il décline à la suite de problèmes de santé une chaire de mathématiques dans une école parisienne, qu’il n’avait pas sollicitée et se retire à Versailles. Preuve que certains se souviennent de lui, il est élu membre de l'Académie des sciences le 9 ventôse an IV (28 février 1796) (section de mathématiques).
Il est toujours dans une situation précaire lorsqu’il publie en 1798 le premier volume de la seconde édition de son Histoire des mathématiques. On lui doit également un Recueil de pièces concernant l’inoculation de la petite vérole, traduit de l’anglais, Paris, 1750, in-12, ainsi qu'une traduction des Voyages de Carver dans l’intérieur de l’Amérique septentrionale, avec des remarques et additions, Paris, 1784, in-8°. À la mort de Saussure, le ministre Neufchâteau lui fait attribuer une pension de 2 400 francs. Il n'en jouira pas longtemps, puisqu’il meurt à Versailles le 18 décembre d'une rétention urinaire.
Après sa mort, Jérôme Lalande publie de 1799 à 1802 une version augmentée et en quatre volumes d'Histoire des mathématiques de ce savant décrit comme recommandable par ses vertus autant que par ses talents. Les deux derniers volumes imprimés après la mort de l’auteur, sous la direction de Lalande, n’offrent le plus souvent qu’une lourde gazette d’optique et d’astronomie physique, où se trouvent parfois des jugements hasardeux. L’ouvrage est néanmoins précieux et le plus complet en la matière. On lui doit encore une nouvelle édition des Récréations mathématiques, d’Ozanam, 1778, 4 vol. in-8, où il a refait et ajouté beaucoup d’articles.
Le Magasin encyclopédique, 1799, contient une courte notice sur Montucla, p. 406-10. Brillat-Savarin attribue également à Montucla l'écriture d'un Dictionnaire de géographie gourmande, sans que le projet ait dépassé l'état de manuscrit.

## Hommage
La Commission internationale d'histoire des mathématiques décerne depuis 2009 le prix Montucla à un jeune auteur dont l'article est publié dans la revue Historia Mathematica.